# Peninsula Boothia

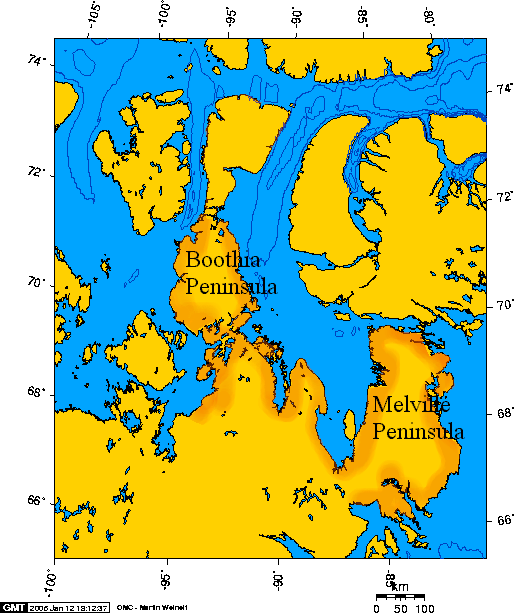
Peninsulele Boothia şi Melville în nordul Canadei

Peninsula Boothia (numită inițial Boothia Felix) este o peninsulă de mari dimensiuni (cca. 32300 km2 ) în nordul Canadei, aparținând administrativ de regiunea Kitikmeot a teritoriului Nunavut. Capătul extrem al părții sale nordice, promontoriul Murchison, reprezintă și cel mai nordic punct al Canadei și al Americii de Nord. 
Spre nord, strâmtoarea Bellot, cu o lățime maximă de doar 2 km, o desparte de insula Somerset. La nord-vest, strâmtoarea Franklin o separă de insula Prince of Wales, la vest se întinde canalul M'Clintock, strâmtoarea James Ross o separă de insula King William, iar la est se află golful Boothia care o desparte de peninsula Melville și respectiv de insula Baffin. Spre sud, peninsula este legată de continent printr-un istm relativ îngust, Istmul Boothia.
Pe peninsulă se găsește în prezent doar o singură așezare umană permanentă, Taloyoak (populație în 2006: 809 locuitori).
Peninsula Boothia a fost descoperită și explorată de exploratorul britanic John Ross între 1829 și 1833 și numită în onoarea finanțatorului expediției sale, Felix Booth. În 1831, John Ross a determinat locația Polului Nord Magnetic ca fiind pe această peninsulă.